# Gonzalosia pallidioricornis
Gonzalosia pallidioricornis es una especie de coleóptero de la familia Aderidae.

## Distribución geográfica
Habita en la República Democrática del Congo.